# پندمیک استودیوز
پندمیک استودیوز (انگلیسی: Pandemic Studios) یک توسعه‌دهنده بازی ویدئویی آمریکایی واقع‌شده در وست‌وود، لس آنجلس بود. اندرو گلدمن و جاش رسنیک استودیو را پس از ترک‌کردن اکتیویژن در سال ۱۹۹۸ بنیان نهادند. پندمیک استودیوز، در کنار بایوور، در سال ۲۰۰۵ توسط الویشن پارتنرز، تحت مدیریت الکترونیک آرتس خریداری شدند. در سال ۲۰۰۹، الکترونیک آرتس این استودیو را منحل کرد.